# Replika (duplikat)

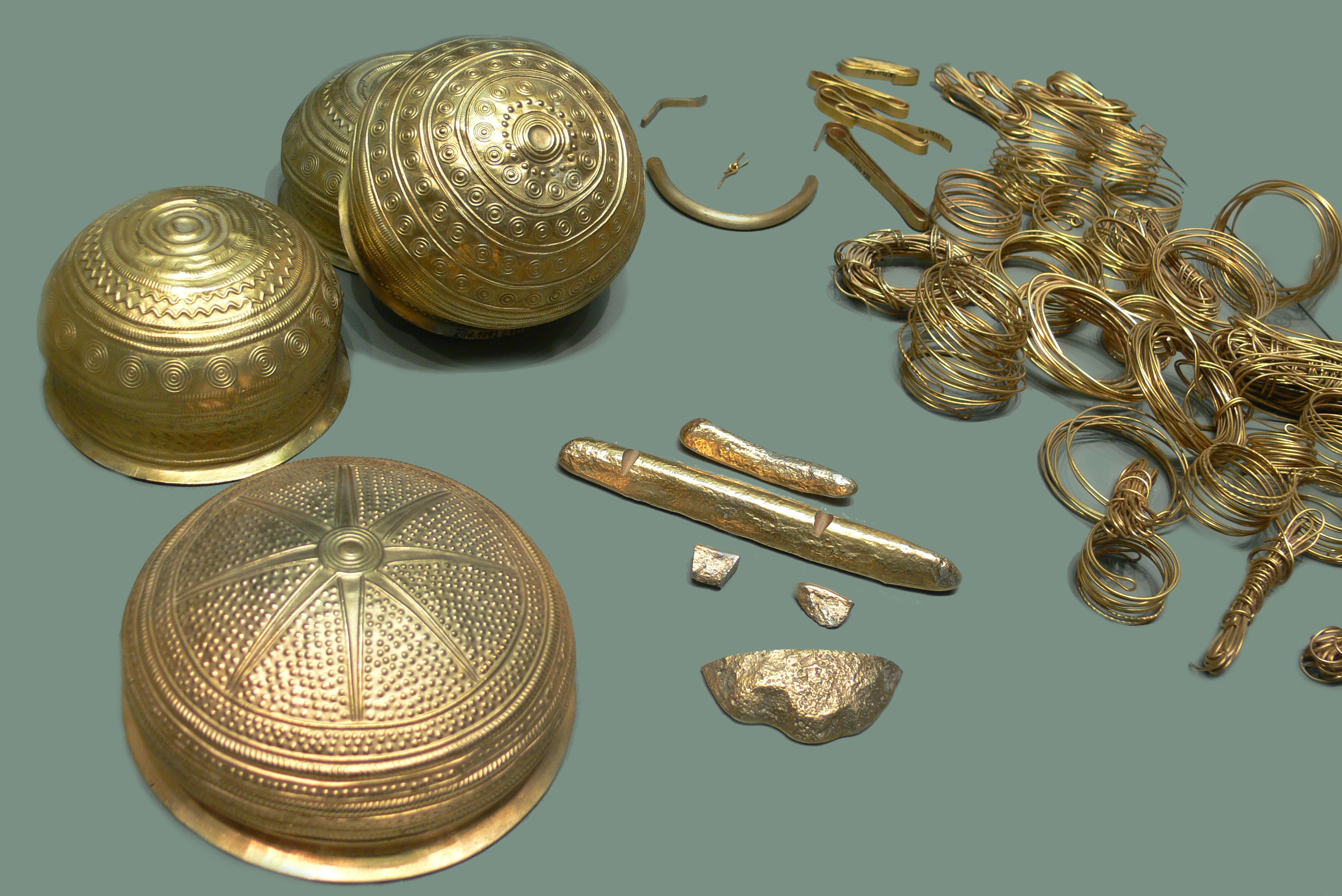
Replika skarbu z Eberswalde, zrabowanego z Niemiec przez ZSRR podczas II wojny światowej (oryginał znajduje się w muzeum w Moskwie)

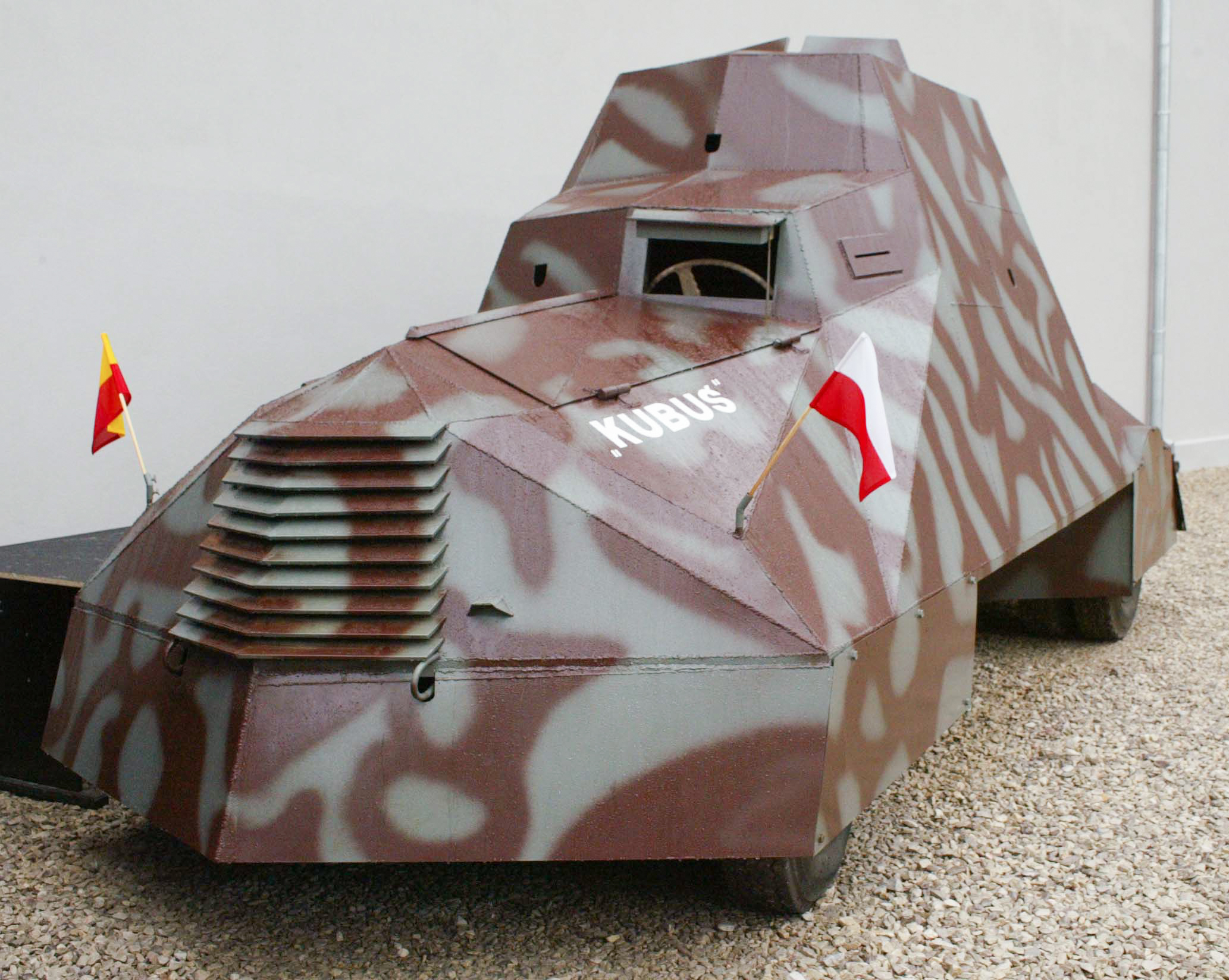
Replika samochodu pancernego „Kubuś” zaprezentowana podczas otwarcia Muzeum Powstania Warszawskiego w Warszawie 31 lipca 2004 r.

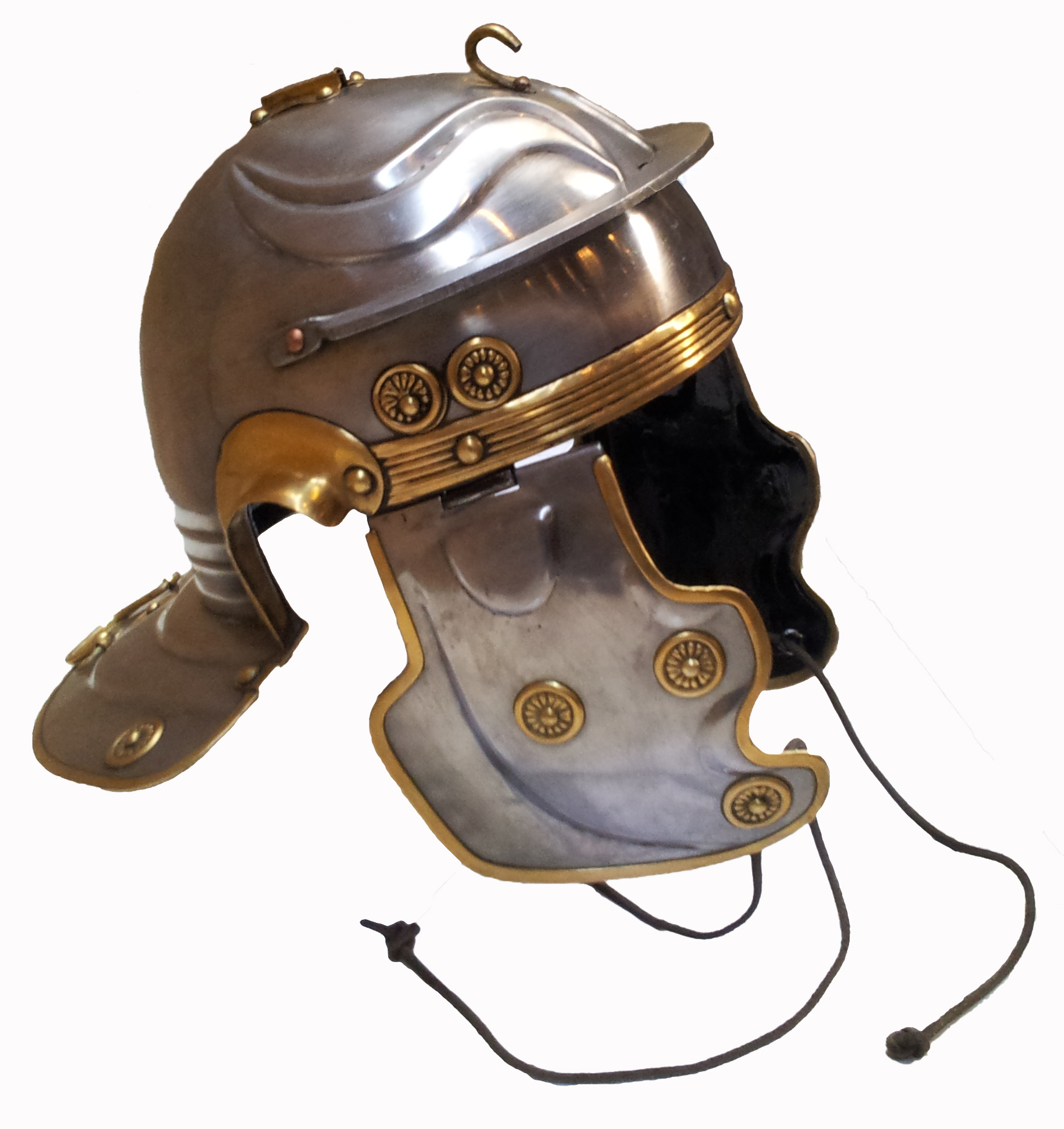
Replika starożytnego rzymskiego hełmu (cassis)

Replika – powtórne wykonanie danego przedmiotu na wzór oryginału (np. dzieła sztuki, pojazdu, broni, ubioru itp.). Tworzenie replik najczęściej stosowane jest w przypadku przedmiotów już nie produkowanych, trudno dostępnych, niezachowanych bądź jednostkowych. Istotne jest jak najwierniejsze odtworzenie oryginalnego przedmiotu, często wykorzystując te same materiały i techniki jakie posłużyły do wykonania oryginału i przy zachowaniu jego pierwotnej funkcjonalności. Zdarza się jednak, że odwzorowywany jest jedynie wygląd lub motyw pierwowzoru.
W przypadku dzieł sztuki replikę wykonuje najczęściej twórca oryginału, ewentualnie powstaje ona w jego pracowni. Artyści w replice czasem zmieniają nieznacznie kompozycję, skalę, technikę wykonania.
W replikach zabytkowych samochodów często wykorzystuje się współczesne podwozia, ograniczając rekonstrukcję do nadwozia (za przykład mogą posłużyć repliki niezachowanego w oryginale polskiego samochodu pancernego Ursus wz. 34).
Repliki są również powszechnie wykorzystywane do celów wystawowych, oraz w rekonstrukcjach historycznych lub w ramach uprawiania hobby, w przypadku gdy użycie przedmiotów oryginalnych jest niemożliwe, nieuzasadnione lub nieopłacalne.
Tworzenie replik może się również wiązać z naruszeniami prawa. Przykładowo w sytuacji nieautoryzowanego replikowania przedmiotu o zastrzeżonym znaku towarowym lub wzorze mamy do czynienia z wytwarzaniem jego podróbki. Natomiast przedstawianie repliki jako oryginału, w celu dokonania mistyfikacji wiąże się z tworzeniem falsyfikatu i fałszerstwem.